# Rally van Zweden 1978
De Rally van Zweden 1978, officieel 28th International Swedish Rally, was de 28ste editie van de Rally van Zweden en de tweede ronde van het Wereldkampioenschap Rally in 1978. Het was de 54ste rally van het FIA Wereldkampioenschap Rally.

## Resultaten en rangschikking
| Top tien klassement | Top tien klassement | Top tien klassement                   | Top tien klassement                        | Top tien klassement | Top tien klassement | Top tien klassement | Top tien klassement |
| Pos                 | Nr                  | Rijder Navigator                      | Auto Inschrijving                          | Gr                  | Tijd                | Verschil            | Punten              |
| ------------------- | ------------------- | ------------------------------------- | ------------------------------------------ | ------------------- | ------------------- | ------------------- | ------------------- |
| 1                   | 3                   | Björn Waldegård Hans Thorszelius      | Ford Escort RS1800 Björn Waldegård         | 4                   | 06:42.40            | 0.00                | -                   |
| 2                   | 5                   | Hannu Mikkola Arne Hertz              | Ford Escort RS1800 Hannu Mikkola           | 4                   | 06:44.08            | + 1.20              | -                   |
| 3                   | 3                   | Markku Alén Ilkka Kivimäki            | Fiat 131 Abarth Markku Alén                | 4                   | 06:45.26            | + 2.46              | -                   |
| 4                   | 1                   | Stig Blomqvist Hans Sylvan            | Lancia Stratos HF Stig Blomqvist           | 4                   | 06:48.11            | + 5.31              | -                   |
| 5                   | 8                   | Ari Vatanen Atso Aho                  | Ford Escort RS1800 Ari Vatanen             | 4                   | 06:50.01            | + 7.21              | -                   |
| 6                   | 6                   | Simo Lampinen Sölve Andreasson        | Fiat 131 Abarth Simo Lampinen              | 4                   | 06:56.15            | + 13.34             | -                   |
| 7                   | 12                  | Bror Danielsson Klas Edqvist          | Opel Kadett GT/E Bror Danielsson           | 2                   | 06:59.45            | + 15.05             | -                   |
| 8                   | 38                  | Lars-Erik Walfridsson Per-Ove Persson | Volvo 142 Lars-Erik Walfridsson            | 2                   | 07:17.11            | + 34.31             | -                   |
| 9                   | 12                  | Ola Strömberg Hansjöran Ericson       | Saab 96 V4 Ola Strömberg                   | 2                   | 07:18.02            | + 35.22             | -                   |
| 10                  | 33                  | Kjell Melin Ola Hellgren              | Volkswagen Golf GTI Kjell Melin            | 1                   | 07:19.39            | + 36.59             | -                   |
| Niet aan de finish  |                     |                                       |                                            |                     |                     |                     |                     |
| Pos                 | Nr                  | Rijder Navigator                      | Auto Inschrijving                          | Gr                  | KP                  | Reden               | Punten              |
| NF                  | 4                   | Pentti Airikkala Risto Virtanen       | Vauxhall Chevette 2300 HS Pentti Airikkala | 4                   | 6                   | motor               | -                   |
| NF                  | 7                   | Anders Kulläng Bruno Berglund         | Opel Kadett GT/E Anders Kulläng            | 2                   | 6                   | motor               | -                   |
| NF                  | 9                   | Timo Salonen Jaakko Markkula          | Fiat 131 Abarth Timo Salonen               | 4                   | 23                  | motor               | -                   |
| NF                  | 10                  | Jean-Luc Thérier Michel Vial          | Toyota Celica 2000GT Jean-Luc Thérier      | 2                   | 5                   | alternator          | -                   |
| NF                  | 11                  | Per Eklund Björn Cederberg            | Saab 99 EMS Per Eklund                     | 2                   | 10                  | motor               | -                   |
| NF                  | 14                  | Lars Carlsson Bo Sundberg             | Chrysler Sunbeam Lars Carlsson             | 2                   | 0                   | motor               | -                   |
| NF                  | 15                  | Leif Asterhag Anders Gullberg         | Toyota Celica 2000GT Leif Asterhag         | 2                   | 12                  | motor               | -                   |
| NF                  | 18                  | Stasys Brundza Arvydas Girdauskas     | Lada 1600 Stasys Brundza                   | 2                   | 23                  | motor               | -                   |
| NF                  | 19                  | Björn Blomqvist Benny Melander        | Opel Kadett GT/E Björn Blomqvist           | 1                   | 10                  | ongeluk             | -                   |
| NF                  | 26                  | Björn Johansson Ragnar Spjuth         | Opel Kadett GT/E Björn Johansson           | 1                   | -                   | -                   | -                   |

#### Statistieken
| Klassementsproeven | Klassementsproeven |                 | Leiders | Leiders |
| Rijder             | Aantal             | Rijder          | KP      |         |
| Stig Blomqvist     | 16                 | Hannu Mikkola   | 1       |         |
| Hannu Mikkola      | 10                 | Ari Vatanen     | 2       |         |
| Ari Vatanen        | 8                  | Hannu Mikkola   | 3-10    |         |
| Björn Waldegård    | 3                  | Björn Waldegård | 11-38   |         |
| Markku Alén        | 3                  |                 |         |         |

### Constructeurskampioenschap
| Pos | Constructeur | MON | SWE | KEN | POR | GRE | FIN | CAN | ITA | CIV | FRA | GBR | Pts |
| --- | ------------ | --- | --- | --- | --- | --- | --- | --- | --- | --- | --- | --- | --- |
| 1   | Fiat         | 14  | 14  |     |     |     |     |     |     |     |     |     | 28  |
| 2   | Opel         | 10  | 12  |     |     |     |     |     |     |     |     |     | 22  |
| 3   | Lancia       | 8   | 12  |     |     |     |     |     |     |     |     |     | 20  |
| 4   | Porsche      | 18  |     |     |     |     |     |     |     |     |     |     | 18  |
| =   | Ford         |     | 18  |     |     |     |     |     |     |     |     |     | 18  |
| 6   | Renault      | 17  |     |     |     |     |     |     |     |     |     |     | 17  |
| 7   | Volvo        |     | 10  |     |     |     |     |     |     |     |     |     | 10  |
| 8   | Volkswagen   |     | 9   |     |     |     |     |     |     |     |     |     | 9   |
| 9   | Saab         |     | 8   |     |     |     |     |     |     |     |     |     | 8   |